# Portugiesischer Fußballmeister
Dies ist eine Liste der Gewinner der portugiesischen Fußballmeisterschaften.

## Campeonato de Portugal
Dies ist die im Pokalsystem ausgespielte Meisterschaft der Jahre 1921–1938; der Sieger trug den Titel: "Campeão de Portugal" (= Meister von Portugal). Auf ihren offiziellen Webseiten zählen sowohl der portugiesische Fußballverband (Federação Portuguesa de Futebol - FPF) als auch die Vereine (Benfica Lissabon, Sporting Lissabon, FC Porto) diese Meisterschaft als eine eigene Kategorie auf (neben dem Campeonato Nacional da I Divisão und der Taça de Portugal, dem Pokalwettbewerb seit 1938/39).
| Saison  | Meister             | Finalist             | 3. Platz                              |
| ------- | ------------------- | -------------------- | ------------------------------------- |
| 1921/22 | FC Porto            | Sporting Lissabon    | ––                                    |
| 1922/23 | Sporting Lissabon   | Académica de Coimbra | FC Porto Marítimo Funchal             |
| 1923/24 | SC Olhanense        | FC Porto             | Marítimo Funchal SC Vianense          |
| 1924/25 | FC Porto            | Sporting Lissabon    | SC Espinho SC Olhanense               |
| 1925/26 | Marítimo Funchal    | Belenenses Lissabon  | FC Porto SC Olhanense                 |
| 1926/27 | Belenenses Lissabon | Vitória Setúbal      | Benfica Lissabon FC Barreirense       |
| 1927/28 | Carcavelinhos FC    | Sporting Lissabon    | Benfica Lissabon Vitória Setúbal      |
| 1928/29 | Belenenses Lissabon | União Lissabon       | Sporting Lissabon Vitória Setúbal     |
| 1929/30 | Benfica Lissabon    | FC Barreirense       | Belenenses Lissabon União FC Lissabon |
| 1930/31 | Benfica Lissabon    | FC Porto             | Marítimo Funchal Vitória Setúbal      |
| 1931/32 | FC Porto            | Belenenses Lissabon  | Benfica Lissabon FC Barreirense       |
| 1932/33 | Belenenses Lissabon | Sporting Lissabon    | FC Porto Vitória Setúbal              |
| 1933/34 | Sporting Lissabon   | FC Barreirense       | Benfica Lissabon Vitória Setúbal      |
| 1934/35 | Benfica Lissabon    | Sporting Lissabon    | FC Porto Carcavelinhos FC             |
| 1935/36 | Sporting Lissabon   | Belenenses Lissabon  | Benfica Lissabon Marítimo Funchal     |
| 1936/37 | FC Porto            | Sporting Lissabon    | Benfica Lissabon Belenenses Lissabon  |
| 1937/38 | Sporting Lissabon   | Benfica Lissabon     | Académica de Coimbra Marítimo Funchal |

## Campeonato da Liga
Dem offiziellen Beginn der ersten Liga 1938/39 vorgeschaltet waren vier Probe-Spielzeiten 1934/35–1937/38. Die Gewinner in diesen vier Jahren des Campeonato da Liga trugen den Titel Campeão de Liga (= Ligameister). Während die Federação Portuguesa de Futebol (FPF) diese Titel in einer getrennten Liste aufführt, also offiziell nicht wertet, zählen die beiden Vereine sie zu ihren Landesmeistertiteln hinzu.
| Saison  | Meister          | Punkte | Vizemeister         | Punkte | Mannschaften | Spiele | Torschützenkönig(e)                   | Tore/Spiele |
| ------- | ---------------- | ------ | ------------------- | ------ | ------------ | ------ | ------------------------------------- | ----------- |
| 1934/35 | FC Porto         | 22     | Sporting Lissabon   | 20     | 8            | 14     | Manuel Soeiro (Sporting Lissabon)     | 14/14       |
| 1935/36 | Benfica Lissabon | 21     | FC Porto            | 20     | 8            | 14     | Pinga (FC Porto)                      | 21/14       |
| 1936/37 | Benfica Lissabon | 24     | Belenenses Lissabon | 23     | 8            | 14     | Manuel Soeiro (Sporting Lissabon)     | 24/14       |
| 1937/38 | Benfica Lissabon | 23     | FC Porto            | 23     | 8            | 14     | Fernando Peyroteo (Sporting Lissabon) | 34/14       |

## Campeonato Nacional da Primeira Divisão
Das ist die offizielle Bezeichnung für die portugiesische Meisterschaft seit der Einführung der I Divisão im Jahre 1938.
Der Meister trägt den Titel Campeão Nacional (dt. Landesmeister).
| Saison                 | Meister             | Punkte | Vizemeister          | Punkte | Mannschaften | Spiele | Torschützenkönig                                                  | Tore/Spiele |
| ---------------------- | ------------------- | ------ | -------------------- | ------ | ------------ | ------ | ----------------------------------------------------------------- | ----------- |
| 1938/39                | FC Porto            | 23     | Sporting Lissabon    | 22     | 8            | 14     | Costuras (FC Porto)                                               | 18/14       |
| 1939/40                | FC Porto            | 34     | Sporting Lissabon    | 32     | 10           | 18     | Fernando Peyroteo (Sporting Lissabon) Slavko Kodrnja (FC Porto)   | 29/18       |
| 1940/41                | Sporting Lissabon   | 23     | FC Porto             | 20     | 8            | 14     | Fernando Peyroteo (Sporting Lissabon)                             | 29/14       |
| 1941/42                | Benfica Lissabon    | 38     | Sporting Lissabon    | 34     | 12           | 22     | Correia Dias (FC Porto)                                           | 36/22       |
| 1942/43                | Benfica Lissabon    | 30     | Sporting Lissabon    | 29     | 10           | 18     | Júlio Correia da Silva (Benfica Lissabon)                         | 24/18       |
| 1943/44                | Sporting Lissabon   | 31     | Benfica Lissabon     | 26     | 10           | 18     | Francisco Rodrigues (Vitória Setúbal)                             | 28/18       |
| 1944/45                | Benfica Lissabon    | 30     | Sporting Lissabon    | 27     | 10           | 18     | Francisco Rodrigues (Vitória Setúbal)                             | 21/18       |
| 1945/46                | Belenenses Lissabon | 38     | Benfica Lissabon     | 37     | 12           | 22     | Fernando Peyroteo (Sporting Lissabon)                             | 37/22       |
| 1946/47                | Sporting Lissabon   | 47     | Benfica Lissabon     | 41     | 14           | 26     | Fernando Peyroteo (Sporting Lissabon)                             | 43/26       |
| 1947/48                | Sporting Lissabon   | 41     | Benfica Lissabon     | 41     | 14           | 26     | António Araújo (FC Porto)                                         | 36/26       |
| 1948/49                | Sporting Lissabon   | 42     | Benfica Lissabon     | 37     | 14           | 26     | Fernando Peyroteo (Sporting Lissabon)                             | 40/26       |
| 1949/50                | Benfica Lissabon    | 45     | Sporting Lissabon    | 39     | 14           | 26     | Júlio Correia da Silva (Benfica Lissabon)                         | 28/26       |
| 1950/51                | Sporting Lissabon   | 45     | FC Porto             | 34     | 14           | 26     | Manuel Vasques (Sporting Lissabon)                                | 29/26       |
| 1951/52                | Sporting Lissabon   | 41     | Benfica Lissabon     | 40     | 14           | 26     | José Águas (Benfica Lissabon)                                     | 28/26       |
| 1952/53                | Sporting Lissabon   | 43     | Benfica Lissabon     | 39     | 14           | 26     | Matateu (Belenenses Lissabon)                                     | 29/26       |
| 1953/54                | Sporting Lissabon   | 43     | FC Porto             | 36     | 14           | 26     | João Martins (Sporting Lissabon)                                  | 31/26       |
| 1954/55                | Benfica Lissabon    | 39     | Belenenses Lissabon  | 39     | 14           | 26     | Matateu (Belenenses Lissabon)                                     | 29/26       |
| 1955/56                | FC Porto            | 43     | Benfica Lissabon     | 43     | 14           | 26     | José Águas (Benfica Lissabon)                                     | 28/26       |
| 1956/57                | Benfica Lissabon    | 41     | FC Porto             | 40     | 14           | 26     | José Águas (Benfica Lissabon)                                     | 30/26       |
| 1957/58                | Sporting Lissabon   | 43     | FC Porto             | 43     | 14           | 26     | Arsénio Duarte (GD CUF)                                           | 23/26       |
| 1958/59                | FC Porto            | 41     | Benfica Lissabon     | 41     | 14           | 26     | José Águas (Benfica Lissabon)                                     | 26/26       |
| 1959/60                | Benfica Lissabon    | 45     | Sporting Lissabon    | 43     | 14           | 26     | Edmur Ribeiro (Vitória Guimarães)                                 | 25/26       |
| 1960/61                | Benfica Lissabon    | 46     | Sporting Lissabon    | 42     | 14           | 26     | José Águas (Benfica Lissabon)                                     | 27/26       |
| 1961/62                | Sporting Lissabon   | 43     | FC Porto             | 41     | 14           | 26     | Veríssimo (FC Porto)                                              | 23/26       |
| 1962/63                | Benfica Lissabon    | 48     | FC Porto             | 42     | 14           | 26     | José Augusto Torres (Benfica Lissabon)                            | 26/26       |
| 1963/64                | Benfica Lissabon    | 46     | FC Porto             | 40     | 14           | 26     | Eusébio (Benfica Lissabon)                                        | 28/26       |
| 1964/65                | Benfica Lissabon    | 43     | FC Porto             | 37     | 14           | 26     | Eusébio (Benfica Lissabon)                                        | 28/26       |
| 1965/66                | Sporting Lissabon   | 42     | Benfica Lissabon     | 41     | 14           | 26     | Eusébio (Benfica Lissabon) Ernesto Figueiredo (Sporting Lissabon) | 25/26       |
| 1966/67                | Benfica Lissabon    | 43     | Académica de Coimbra | 40     | 14           | 26     | Eusébio (Benfica Lissabon)                                        | 31/26       |
| 1967/68                | Benfica Lissabon    | 41     | Sporting Lissabon    | 37     | 14           | 26     | Eusébio (Benfica Lissabon)                                        | 42/26       |
| 1968/69                | Benfica Lissabon    | 39     | FC Porto             | 37     | 14           | 26     | Manuel António (Académica de Coimbra)                             | 19/26       |
| 1969/70                | Sporting Lissabon   | 46     | Benfica Lissabon     | 38     | 14           | 26     | Eusébio (Benfica Lissabon)                                        | 20/26       |
| 1970/71                | Benfica Lissabon    | 41     | Sporting Lissabon    | 38     | 14           | 26     | Artur Jorge (Benfica Lissabon)                                    | 23/26       |
| 1971/72                | Benfica Lissabon    | 55     | Vitória Setúbal      | 45     | 16           | 30     | Artur Jorge (Benfica Lissabon)                                    | 27/30       |
| 1972/73                | Benfica Lissabon    | 58     | Belenenses Lissabon  | 40     | 16           | 30     | Eusébio (Benfica Lissabon)                                        | 40/26       |
| 1973/74                | Sporting Lissabon   | 49     | Benfica Lissabon     | 47     | 16           | 30     | Héctor Yazalde (Sporting Lissabon)                                | 46/30       |
| 1974/75                | Benfica Lissabon    | 49     | FC Porto             | 44     | 16           | 30     | Héctor Yazalde (Sporting Lissabon)                                | 30/30       |
| 1975/76                | Benfica Lissabon    | 50     | Boavista Porto       | 48     | 16           | 30     | Rui Jordão (Benfica Lissabon)                                     | 30/30       |
| 1976/77                | Benfica Lissabon    | 51     | Sporting Lissabon    | 42     | 16           | 30     | Fernando Gomes (FC Porto)                                         | 26/30       |
| 1977/78                | FC Porto            | 51     | Benfica Lissabon     | 51     | 16           | 30     | Fernando Gomes (FC Porto)                                         | 25/30       |
| 1978/79                | FC Porto            | 50     | Benfica Lissabon     | 49     | 16           | 30     | Fernando Gomes (FC Porto)                                         | 27/30       |
| 1979/80                | Sporting Lissabon   | 52     | FC Porto             | 50     | 16           | 30     | Rui Jordão (Sporting Lissabon)                                    | 31/30       |
| 1980/81                | Benfica Lissabon    | 50     | FC Porto             | 48     | 16           | 30     | Tamagnini Nené (Benfica Lissabon)                                 | 20/30       |
| 1981/82                | Sporting Lissabon   | 46     | Benfica Lissabon     | 44     | 16           | 30     | Jacques Pereira (FC Porto)                                        | 27/30       |
| 1982/83                | Benfica Lissabon    | 51     | FC Porto             | 47     | 16           | 30     | Fernando Gomes (FC Porto)                                         | 36/30       |
| 1983/84                | Benfica Lissabon    | 52     | FC Porto             | 49     | 16           | 30     | Fernando Gomes (FC Porto) Tamagnini Nené (Benfica Lissabon)       | 21/30       |
| 1984/85                | FC Porto            | 55     | Sporting Lissabon    | 47     | 16           | 30     | Fernando Gomes (FC Porto)                                         | 39/30       |
| 1985/86                | FC Porto            | 49     | Benfica Lissabon     | 47     | 16           | 30     | Manuel Fernandes (Sporting Lissabon)                              | 30/30       |
| 1986/87                | Benfica Lissabon    | 49     | FC Porto             | 46     | 16           | 30     | Paulinho Cascavel (Vitória Guimarães)                             | 22/30       |
| 1987/88                | FC Porto            | 66     | Benfica Lissabon     | 51     | 20           | 38     | Paulinho Cascavel (Sporting Lissabon)                             | 23/38       |
| 1988/89                | Benfica Lissabon    | 63     | FC Porto             | 56     | 20           | 38     | Vata (Benfica Lissabon)                                           | 16/38       |
| 1989/90                | FC Porto            | 59     | Benfica Lissabon     | 55     | 18           | 34     | Mats Magnusson (Benfica Lissabon)                                 | 33/34       |
| 1990/91                | Benfica Lissabon    | 69     | FC Porto             | 67     | 20           | 38     | Rui Águas (Benfica Lissabon)                                      | 25/38       |
| 1991/92                | FC Porto            | 56     | Benfica Lissabon     | 46     | 18           | 34     | Ricky (Boavista Porto)                                            | 30/34       |
| 1992/93                | FC Porto            | 54     | Benfica Lissabon     | 52     | 18           | 34     | Jorge Cadete (Sporting Lissabon)                                  | 18/34       |
| 1993/94                | Benfica Lissabon    | 54     | FC Porto             | 52     | 18           | 34     | Rashid Yekini (Vitória Setúbal)                                   | 21/34       |
| 1994/95                | FC Porto            | 62     | Sporting Lissabon    | 53     | 18           | 34     | Hassan Nader (SC Farense)                                         | 21/34       |
| 1995/96                | FC Porto            | 84     | Benfica Lissabon     | 73     | 18           | 34     | Domingos Paciência (FC Porto)                                     | 25/34       |
| 1996/97                | FC Porto            | 85     | Sporting Lissabon    | 72     | 18           | 34     | Mário Jardel (FC Porto)                                           | 30/34       |
| 1997/98                | FC Porto            | 77     | Benfica Lissabon     | 68     | 18           | 34     | Mário Jardel (FC Porto)                                           | 26/34       |
| 1998/99                | FC Porto            | 79     | Boavista Porto       | 71     | 18           | 34     | Mário Jardel (FC Porto)                                           | 36/34       |
| Primeira Liga          |                     |        |                      |        |              |        |                                                                   |             |
| 1999/2000              | Sporting Lissabon   | 77     | FC Porto             | 73     | 18           | 34     | Mário Jardel (FC Porto)                                           | 37/34       |
| 2000/01                | Boavista Porto      | 77     | FC Porto             | 76     | 18           | 34     | Renivaldo Pena (FC Porto)                                         | 22/34       |
| 2001/02                | Sporting Lissabon   | 75     | Boavista Porto       | 70     | 18           | 34     | Mário Jardel (Sporting Lissabon)                                  | 42/34       |
| SuperLiga Galp Energia |                     |        |                      |        |              |        |                                                                   |             |
| 2002/03                | FC Porto            | 86     | Benfica Lissabon     | 75     | 18           | 34     | Fary Faye (SC Beira-Mar) Simão (Benfica Lissabon)                 | 18/31 18/33 |
| 2003/04                | FC Porto            | 82     | Benfica Lissabon     | 74     | 18           | 34     | Benni McCarthy (FC Porto)                                         | 20/34       |
| 2004/05                | Benfica Lissabon    | 65     | FC Porto             | 62     | 18           | 34     | Liédson (Sporting Lissabon)                                       | 25/34       |
| Liga betandwin.com     |                     |        |                      |        |              |        |                                                                   |             |
| 2005/06                | FC Porto            | 79     | Sporting Lissabon    | 72     | 18           | 34     | Albert Meyong Zé (Belenenses Lissabon)                            | 17/25       |
| bwinLiga               |                     |        |                      |        |              |        |                                                                   |             |
| 2006/07                | FC Porto            | 69     | Sporting Lissabon    | 68     | 16           | 30     | Liédson (Sporting Lissabon)                                       | 15/29       |
| 2007/08                | FC Porto            | 69     | Sporting Lissabon    | 55     | 16           | 30     | Lisandro López (FC Porto)                                         | 24/27       |
| Liga Sagres            |                     |        |                      |        |              |        |                                                                   |             |
| 2008/09                | FC Porto            | 70     | Sporting Lissabon    | 66     | 16           | 30     | Nenê (Nacional Funchal)                                           | 20/28       |
| 2009/10                | Benfica Lissabon    | 76     | Sporting Braga       | 71     | 16           | 30     | Óscar Cardozo (Benfica Lissabon)                                  | 26/29       |
| Liga ZON Sagres        |                     |        |                      |        |              |        |                                                                   |             |
| 2010/11                | FC Porto            | 84     | Benfica Lissabon     | 63     | 16           | 30     | Hulk (FC Porto)                                                   | 23/26       |
| 2011/12                | FC Porto            | 75     | Benfica Lissabon     | 69     | 16           | 30     | Óscar Cardozo (Benfica Lissabon)                                  | 20/29       |
| 2012/13                | FC Porto            | 78     | Benfica Lissabon     | 77     | 16           | 30     | Jackson Martínez (FC Porto)                                       | 30/26       |
| 2013/14                | Benfica Lissabon    | 74     | Sporting Lissabon    | 67     | 16           | 30     | Jackson Martínez (FC Porto)                                       | 20/30       |
| Liga NOS               |                     |        |                      |        |              |        |                                                                   |             |
| 2014/15                | Benfica Lissabon    | 85     | FC Porto             | 82     | 18           | 34     | Jackson Martínez (FC Porto)                                       | 21/29       |
| 2015/16                | Benfica Lissabon    | 88     | Sporting Lissabon    | 86     | 18           | 34     | Jonas (Benfica Lissabon)                                          | 32/34       |
| 2016/17                | Benfica Lissabon    | 82     | FC Porto             | 76     | 18           | 34     | Bas Dost (Sporting Lissabon)                                      | 34/?        |
| 2017/18                | FC Porto            | 88     | Benfica Lissabon     | 81     | 18           | 34     | Jonas (Benfica Lissabon)                                          | 34/?        |
| 2018/19                | Benfica Lissabon    | 87     | FC Porto             | 85     | 18           | 34     | Haris Seferović (Benfica Lissabon)                                | 23/?        |
| 2019/20                | FC Porto            | 82     | Benfica Lissabon     | 77     | 18           | 34     | Carlos Vinícius (Benfica Lissabon)                                | 18/?        |
| 2020/21                | Sporting Lissabon   | 85     | FC Porto             | 80     | 18           | 34     | Pedro Gonçalves (Sporting Lissabon)                               | 23/?        |
| Liga Portugal Bwin     |                     |        |                      |        |              |        |                                                                   |             |
| 2021/22                | FC Porto            | 91     | Sporting Lissabon    | 85     | 18           | 34     | Darwin Núñez (Benfica Lissabon)                                   | 26/?        |
| 2022/23                | Benfica Lissabon    | 87     | FC Porto             | 85     | 18           | 34     | Mehdi Taremi (FC Porto)                                           | 22/?        |
| Liga Portugal Betclic  |                     |        |                      |        |              |        |                                                                   |             |
| 2023/24                | Sporting Lissabon   | 90     | Benfica Lissabon     | 80     | 18           | 34     | Viktor Gyökeres (Sporting Lissabon)                               | 29/33       |

## Statistik
| Verein (Meistersterne 1) | Anzahl der Titel | Titel nach Jahren      | Titel nach Jahren  | Titel nach Jahren |
| Verein (Meistersterne 1) | Anzahl der Titel | Campeonato de Portugal | Campeonato da Liga | Campeonato Nacional da Primeira Divisão |
| ------------------------ | ---------------- | ---------------------- | ------------------ | --- |
| Benfica Lissabon ()      | 41               | 1930, 1931, 1935       | 1936, 1937, 1938   | 1942, 1943, 1945, 1950, 1955, 1957, 1960, 1961, 1963, 1964, 1965, 1967, 1968, 1969, 1971, 1972, 1973, 1975, 1976, 1977, 1981, 1983, 1984, 1987, 1989, 1991, 1994, 2005, 2010, 2014, 2015, 2016, 2017, 2019, 2023 |
| FC Porto ()              | 34               | 1922, 1925, 1932, 1937 | 1935               | 1939, 1940, 1956, 1959, 1978, 1979, 1985, 1986, 1988, 1990, 1992, 1993, 1995, 1996, 1997, 1998, 1999, 2003, 2004, 2006, 2007, 2008, 2009, 2011, 2012, 2013, 2018, 2020, 2022                                     |
| Sporting Lissabon ()     | 25               | 1923, 1934, 1936, 1938 | –                  | 1941, 1944, 1947, 1948, 1949, 1951, 1952, 1953, 1954, 1958, 1962, 1966, 1970, 1974, 1980, 1982, 2000, 2002, 2021, 2024, 2025                                                                                     |
| Belenenses Lissabon      | 4                | 1927, 1929, 1933       | –                  | 1946 |
| SC Olhanense             | 1                | 1924                   | –                  | – |
| Marítimo Funchal         | 1                | 1926                   | –                  | – |
| Carcavelinhos FC         | 1                | 1928                   | –                  | – |
| Boavista Porto           | 1                | –                      | –                  | 2001 |